# Jaidhof
Jaidhof è un comune austriaco di 1 202 abitanti nel distretto di Krems-Land, in Bassa Austria.